# Raionul Pohrebîșce, Vinnița
Pohrebîșce (în ucraineană Погребищенський район, transliterat: Pohrebîșcenskîi raion) este un raion în regiunea Vinnița, Ucraina. Reședința sa este orașul Pohrebîșce.

## Demografie
Componența lingvistică a raionului Pohrebîșce
     Ucraineană (98,79%)
     Rusă (1,06%)
     Alte limbi (0,11%)
Conform recensământului din 2001, majoritatea populației raionului Pohrebîșce era vorbitoare de ucraineană (98,79%), existând în minoritate și vorbitori de rusă (1,06%).